# Famille de Kellermann
Pour les articles homonymes, voir Kellermann.
La famille de Kellermann est une famille militaire française éteinte, originaire de Strasbourg, anoblie au début du XVIIIe siècle, élevée au rang de duc de Valmy en 1808, et restée célèbre pour ses contributions à l'histoire militaire française.
La sépulture familiale est présente au cimetière du Père-Lachaise, 30e division.

## Histoire

### Origines
Les Kellermann sont au XVIe siècle à Hildburghausen, en Thuringe, puis s'implantent à Strasbourg et y obtiennent le droit de bourgeoisie en 1607.
Patricienne, la famille est anoblie sous Louis XIV,,. Jean-Christophe Kellermann, né en 1646, prévôt des marchands et membre du conseil des XV de Strasbourg, bisaïeul du duc François-Christophe Kellermann, fait enregistrer ses armes en 1700 dans l'armorial général de France.

### Ducs de Valmy
```
François Christophe Kellermann
 (1735-1820), maréchal d'Empire, duc de Valmy
    │
    └──> 
François Étienne Kellermann
 (1770-1835), général français, duc de Valmy, 
              │
              └──>
François Christophe Edmond de Kellermann
 (1802-1868), diplomate, duc de Valmy
```

### Domaines
- Domaine Johannisberg: François-Christophe Kellermann reçoit de Napoléon Ier le domaine en 1807, situé sur la rive droite du Rhin, autrefois propriété de Guillaume V d'Orange-Nassau et de Guillaume Ier des Pays-Bas.
- Château de Fontaine-Chaalis, acquis en 1802.
- Manoir Kellermann, Molsheim
- Château de la Terrasse, à Clichy-sous-Bois.
- Château d'Etry, propriété de la vicomtesse de Lery, fille du Maréchal Kellermann.
- Château de Stors, propriété de François Christophe Edmond Kellermann.

## Galerie

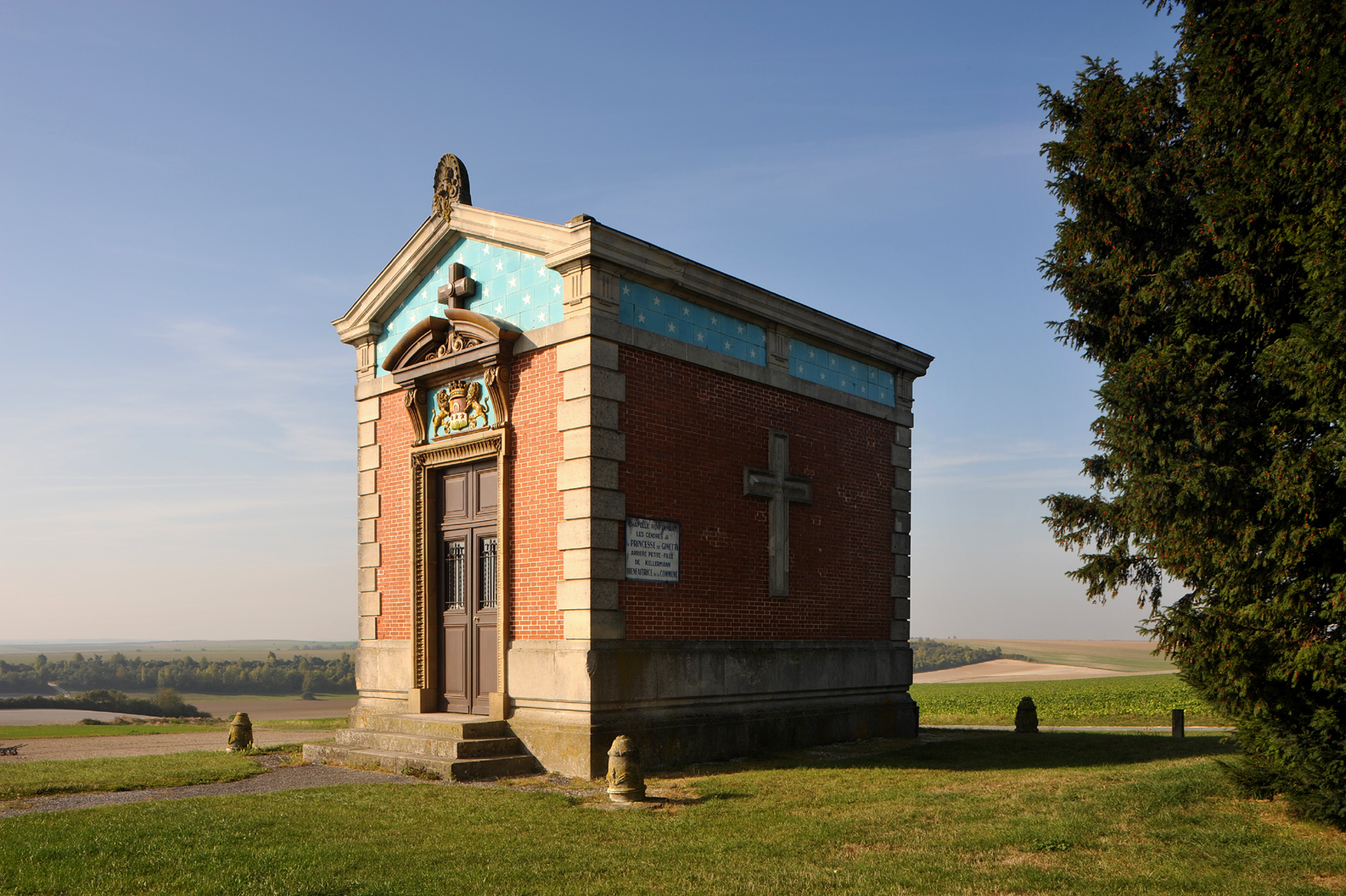
Chapelle funéraire de la Princesse Henriette Ginetti, arrière petite-fille de François-Christophe Kellermann.
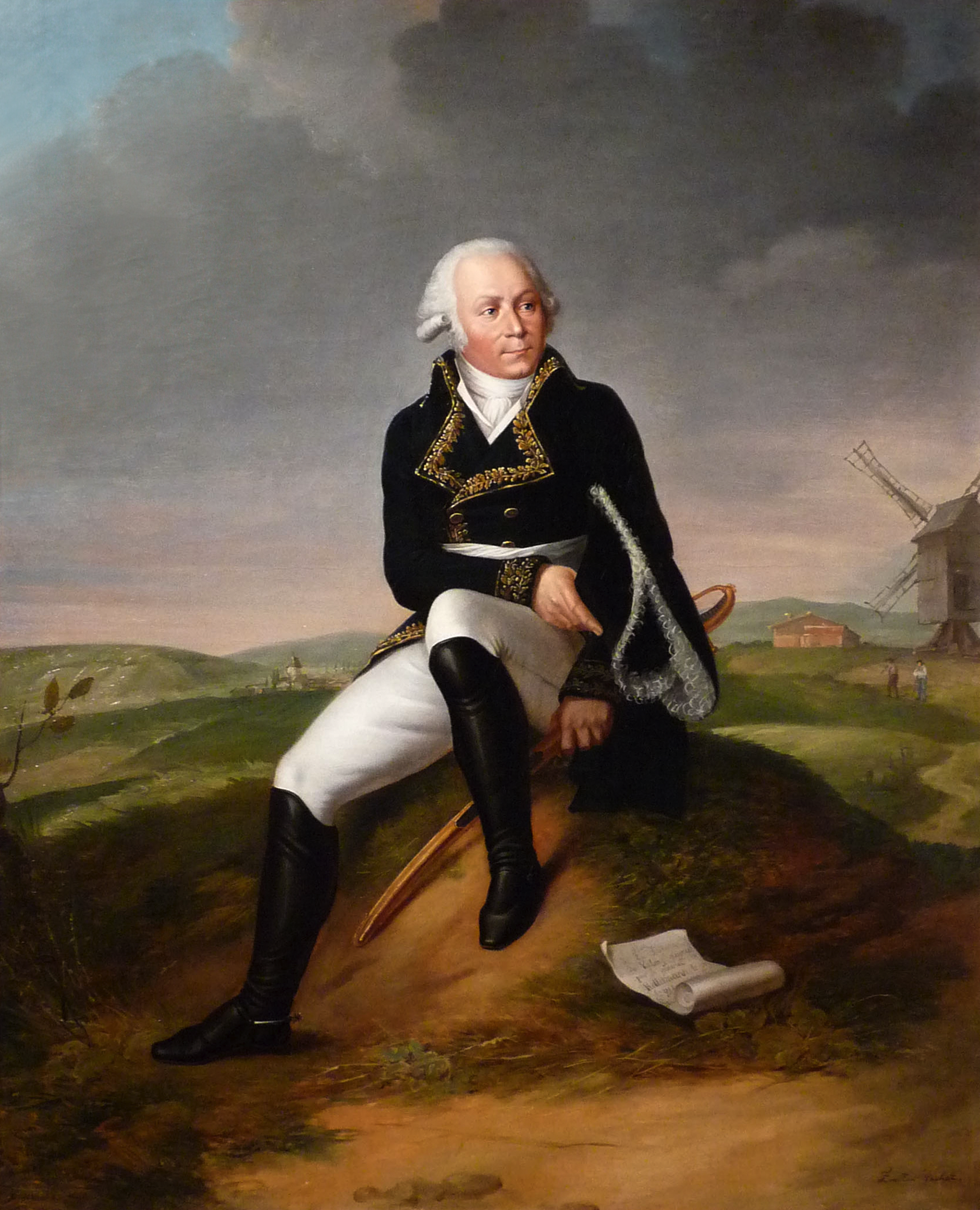
Portrait du Maréchal François-Christophe Kellermann.
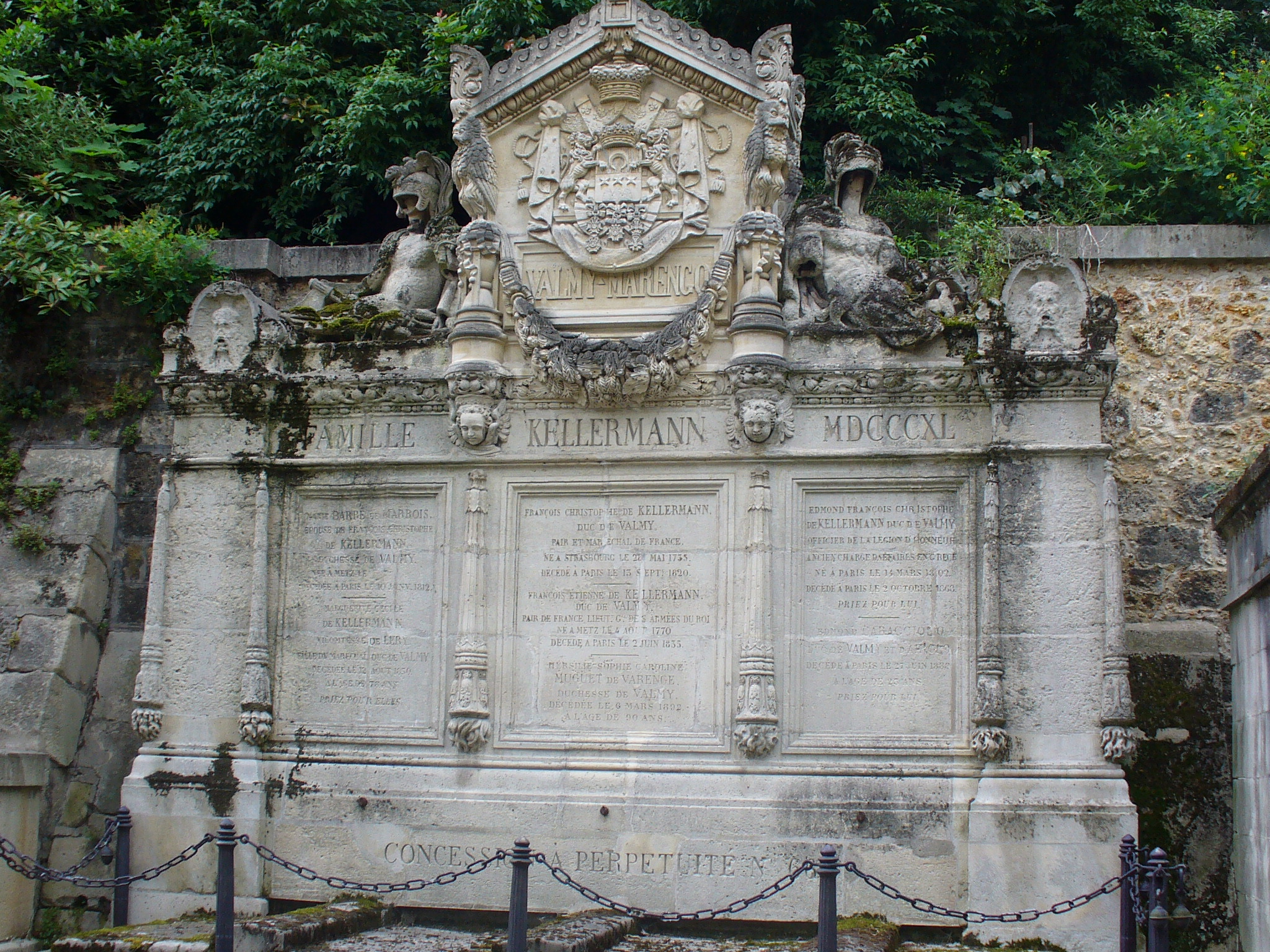
Sépulture de la famille Kellermann au cimetière du Père-Lachaise.
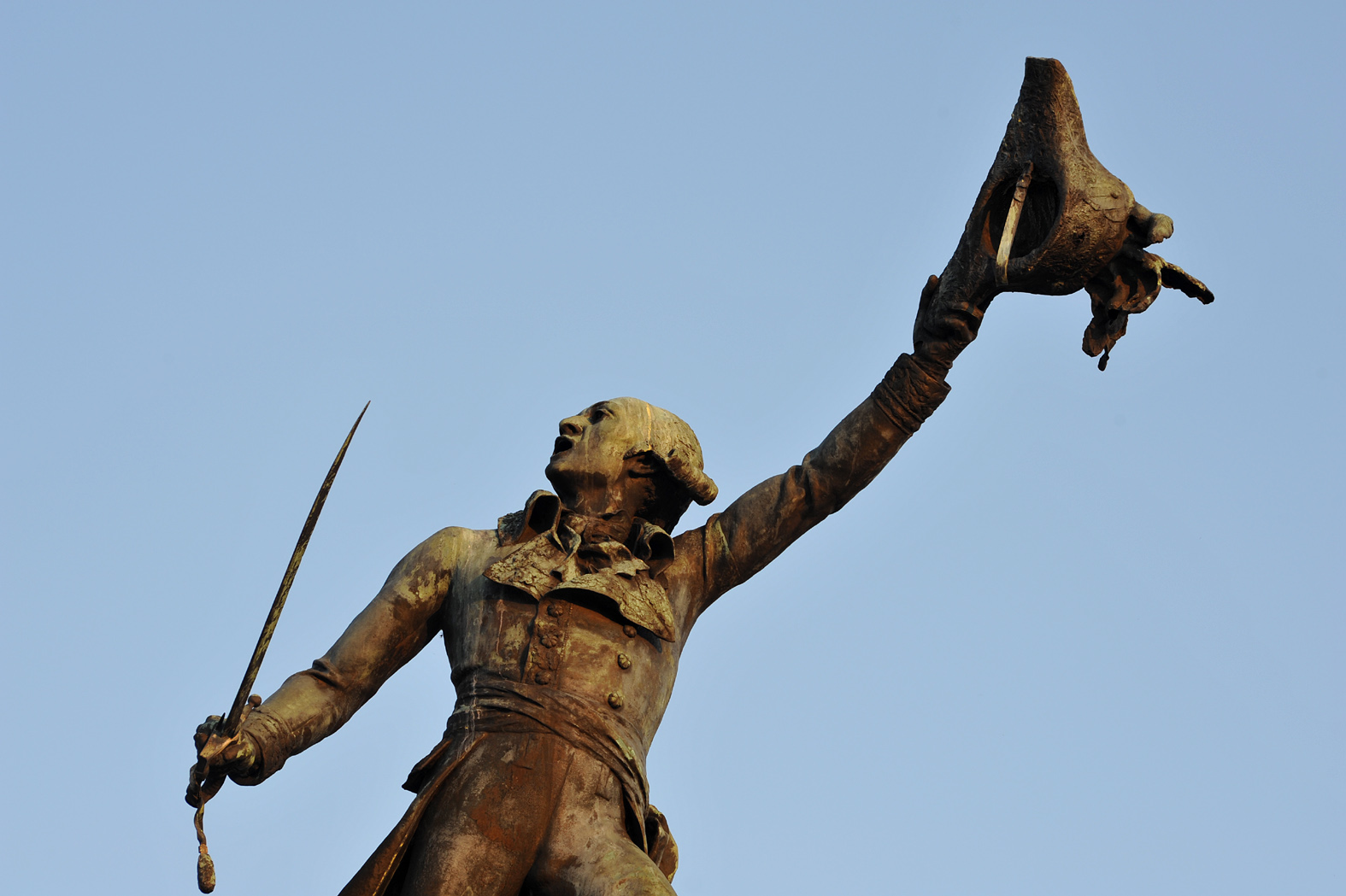
Hommage à la bataille de Valmy.
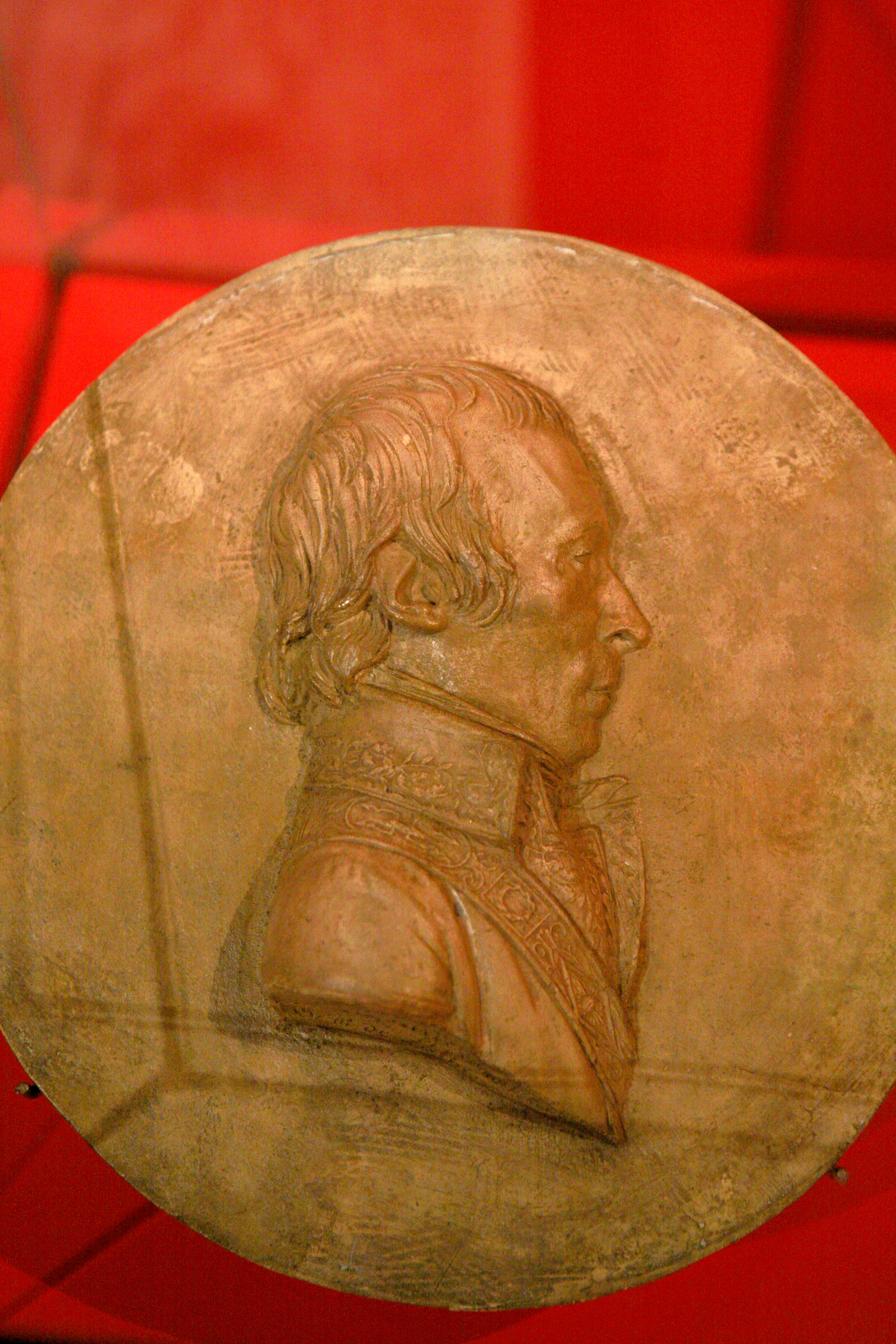
Effigie du Maréchal, par Joseph Chinard.

## Postérité
- Boulevard Kellermann, à Paris
- Parc Kellermann, à Paris

## Pour approfondir